# Leon Clarke
Leon Marvin Clarke (ur. 10 lutego 1985 w Birmingham) – angielski piłkarz występujący na pozycji napastnika w Sheffield United.